# Сверхпроводящий провод

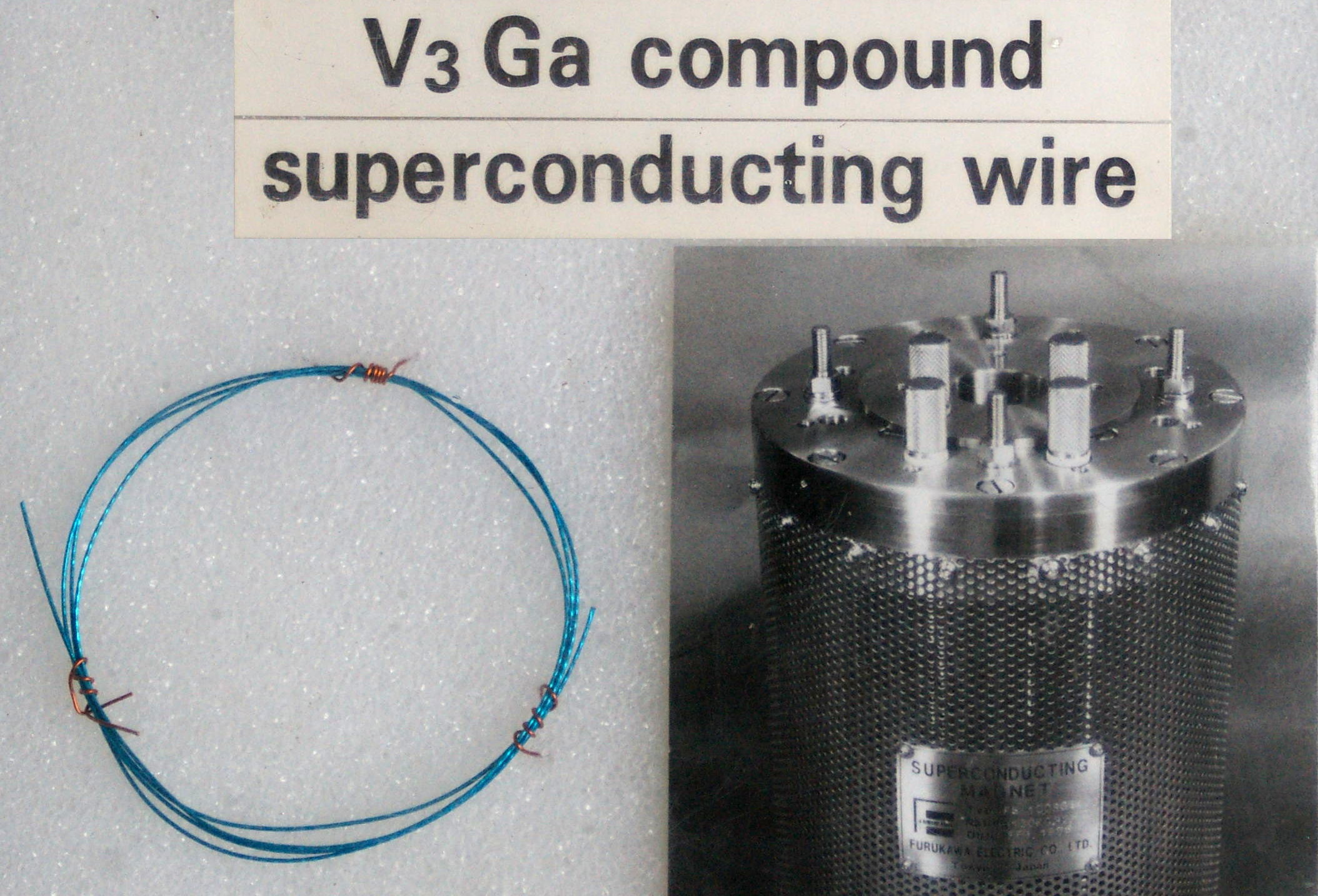
Пример сверхпроводящего провода (сплав V_{3}Ga), используемого в сверхпроводящем магните.

Сверхпроводящий провод — провод, изготовленный из сверхпроводника. После охлаждения до определённой температуры, омическое сопротивление такого провода снижается до чрезвычайно малых величин; требуется лишь поддерживать температуру. Применяются в сверхпроводящих магнитах и ЛЭП.
Отличают сверхпроводящие провода на основе низкотемпературных и высокотемпературных (ВТСП) сверхпроводников. Последние в свою очередь разделяются на ВТСП-провода первого и второго поколения.
При небольших массе и сечении сверхпроводящие провода способы передавать большие токи.

## Провода на основе низкотемпературных сверхпроводников
Это наиболее распространённый тип проводов. В качестве сверхпроводника, как правило, используются соединения Nb3Sn (Станнид триниобия) и NbTi (Ниобий-титан), часто внутри медной или алюминиевой матрицы.
Провода из NbTi сохраняют некоторую пластичность, тогда как Станнид триниобия является очень хрупким и кабели на его основе изготавливаются сразу в требуемой форме.

## Провода на основе ВТСП
Провода из высокотемпературных сверхпроводников делают путём намотки из отдельных лент. Подобные провода являются перспективными для ВТСП-ЛЭП.
Первое поколение ВТСП-кабелей создано на базе сверхпроводящей керамики в серебряной матрице в конце 1990-х, второе поколение — нанесением керамической плёнки на металлические ленты (нержавеющая сталь, хастелой, сплав никель-вольфрам: Ni5%W) со специальным покрытием

## Рынок сверхпроводящих проводов
Крупнейшими потребителями сверхпроводящего провода были в определённые периоды времени крупные международные проекты, использующие множество сверхпроводящих магнитов или сверхпроводящие магниты рекордных размеров: Большой адронный коллайдер и ИТЭР (760 тонн).
Значительная доля сверхпроводящих проводов используются для изготовления аппаратов МРТ (несколько тысяч аппаратов в год).
Основные мировые производители ВТСП-лент: American Superconductor Co.(США), SuperPower Inc. (США), Bruker HTS GmbH (Германия), Fujikura Ltd. (Япония), SuNAM Co. Ltd. (Корея) и СуперОкс (SuperOx, Россия).